# Woodbury (Connecticut)
Woodbury is een plaats (town) in de Amerikaanse staat Connecticut, en valt bestuurlijk gezien onder Litchfield County.

## Demografie
Bij de volkstelling in 2000 werd het aantal inwoners vastgesteld op 9198.

## Geografie
Volgens het United States Census Bureau beslaat de plaats een oppervlakte van
95,2 km², waarvan 94,5 km² land en 0,7 km² water.
De town bestaat uit:
- Hotchkissville
- Minortown
- North Woodbury
- Pomperaug
- Woodbury Center

## Plaatsen in de nabije omgeving
De onderstaande figuur toont nabijgelegen 'incorporated' en 'census-designated' plaatsen in een straal van 24 km rond Woodbury.